# Bodičasti gozdovi Madagaskarja
Bodičasti gozdovi Madagaskarja (znani tudi kot madagaskarska bodičasta goščava) je ekoregija na jugozahodu Madagaskarja. Tip vegetacije najdemo na revnih substratih z malo in nerednimi zimskimi padavinami. Ekoregija vsebuje izjemen delež endemičnih rastlinskih vrst in je uvrščena med 200 najpomembnejših ekoloških regij na svetu.

## Rastlinstvo
To je območje z najvišjo stopnjo rastlinskega endemizma na Madagaskarju, kjer je 48 % rodov in 95 % endemičnih vrst. Številne sestavne rastline kažejo ekstremne prilagoditve na sušo. Bodičaste rastline endemične poddružine Didiereoideae uspevajo proti vzhodu. So olesenele in v daljnem sorodstvu s kaktusi. V preostalem delu gozdov prevladujejo člani družin Burseraceae, mlečkovk (Euphorbiaceae), rujevk (Anacardiaceae) in metuljnic (Fabaceae), ki imajo vse predstavnike tudi drugje.

## Živalstvo
Pomembni prebivalci bodičastih goščav so pajkasta želva (Pyxis arachnoides) in žarkasta želva (Astrochelys radiata), gekon Ebenavia maintimainty, več lemurjev, vključno z Verreauxovo sifako (Propithecus verreauxi), Grandidierjevim mungosom (Galidictis grandidieri) in osmimi endemičnimi pticami.

## Ohranjanje
8,31 odstotkov ekoregije je zavarovanih: narodni park Tsimanampetsotsa, rezervat Berenty, rezervat Beza Mahafaly in posebni rezervat Cap Sainte Marie. Narodni park Andohahela ponuja omejeno zaščito preko svojega tretjega območja. Drugod bodičasti gozdni habitat izkorišča človek. Glavne človekove dejavnosti so požigalništvo ter kasnejša pretvorba v pašnike, sečnja za izdelavo oglja in drv ter sečnja za gradnjo. Ohranjanju flore bodičastega gozda je namenjen botanični vrt Arboretum d'Antsokay blizu Toliare.

## Razširjenost
Kot je prikazano na zemljevidu na desni, lahko Madagaskar razdelimo na štiri podnebne ekoregije s štirimi tipi gozdov: vlažni gozd na vzhodu (zelena), suh gozd na zahodu (oranžna), bodičasti gozd na jugu (rdeča) in gozd mangrov na zahodni obali (modro). Ekoregije so bile opredeljene po podnebnih in vegetacijskih kriterijih. Temno sive površine predstavljajo preostalo naravno gozdnatost za leto 2014. Tipi gozdov so opredeljeni glede na njihovo pripadnost eni izmed štirih ekoregij.